# Calolziocorte
Calolziocorte je italská obec v provincii Lecco v oblasti Lombardie.
V roce 2012 zde žilo 13 970 obyvatel.

## Sousední obce
Brivio, Carenno, Erve, Monte Marenzo, Olginate, Torre de' Busi, Vercurago

## Vývoj počtu obyvatel
Zdroj: 